# Ruta 225 (Costa Rica)
La Ruta 225, oficialmente Ruta Nacional Secundaria 225, es una ruta nacional de Costa Rica ubicada en la provincia de Cartago.

## Descripción
En la provincia de Cartago, la ruta atraviesa el cantón de Paraíso (el distrito de Cachí), el cantón de Jiménez (los distritos de Tucurrique, Pejivalle), el cantón de Turrialba (el distrito de La Suiza).